# Waldemar Baeger
Waldemar Baeger (* 12. März 1920 in Treysa; † 10. November 1995 in Neustrelitz) war ein deutscher Schauspieler und Kabarettist.

## Leben
Nach seiner Schauspielausbildung folgte 1951 sein Bühnendebüt am Staatsschauspiel Dresden. Weitere Stationen seiner Tätigkeit waren das Naturtheater Felsenbühne Rathen, das Theater Nordhausen und das Meininger Theater, ehe er ab 1967 zum Ensemble des Friedrich-Wolf-Theater in Neustrelitz gehörte. Baeger übernahm zeitweilig auch die Leitung des Ensembles und wird von 1975 bis 1985 Direktor des Kreiskabinetts für Kulturarbeit.
Seit den 1950er Jahren wirkte er in einigen Fernsehproduktionen des DFF an der Seite seiner Frau, der Sängerin und Schauspielerin Greta Baeger mit. Des Weiteren gründete Baeger mit mehreren Kollegen 1961 das Kabarett „Die Herkuleskeule“.

## Filmografie (Auswahl)
- 1956: Kaution
- 1956: Der Hauptmann von Köln
- 1956: Die Millionen der Yvette
- 1958: Jahrgang 21
- 1960: Zu jeder Stunde
- 1983: Zille und ick
- 1984: Junge Leute in der Stadt
- 1985: Hälfte des Lebens
- 1985: Die Gänse von Bützow
- 1987: Kindheit
- 1988: Fallada – Letztes Kapitel
- 1988: Mit Leib und Seele
- 1989: Polizeiruf 110: Der Fund (TV-Reihe)